# Gotenba
Gotenba  (御殿場市 Gotenba-shi?) es una ciudad de la Prefectura de Shizuoka, Japón. Su área es de 194 km² y su población total es de 88 896 (2012).